# Will Arnett
William Emerson Arnett (Toronto, Ontario; 4 de mayo de 1970) es un actor, comediante, actor de voz y productor canadiense nominado al Premio Emmy, conocido por su papel como George Oscar "GOB" Bluth II en la comedia de Fox Arrested Development y por hacer la voz de Bojack Horseman. (La voz de Sweet tooth en la serie Twisted metal de 2023)

## Carrera
Desde su éxito en Arrested Development, Arnett ha desembarcado principales funciones de cine. Recientemente ha desempeñado papeles en películas de comedia Semi-Pro, Blades of Glory, y Hot Rod. En 2006 protagonizó Let's Go to Prison y en 2007 The Brothers Solomon. Arnett también ha trabajado como actor de voz para comerciales, películas, programas de televisión y juegos de vídeo, prestando su voz para el capítulo de Navidad de Danny Phantom como el fantasma escritor.

## Vida personal
Arnett se casó con la actriz Penelope Ann Miller en 1994. La pareja se divorció al año siguiente.
En 2003 contrajo matrimonio con Amy Poehler, actriz y comediante de la serie Saturday Night Live. La pareja ha aparecido en varias películas juntos, entre ellas, Monsters vs Aliens, Dr. Seuss' Horton Hears a Who!, On Broadway y Spring Breakdown, que se estrenó en junio de 2009. La pareja tiene dos hijos llamado Archie y Abel, nacidos en 2008 y 2010 respectivamente. En septiembre de 2012 diversos medios informaron que Arnett y Poehler se separaban tras nueve años de matrimonio. El divorcio se completó en 2016.
El 27 de mayo de 2020, tuvo su tercer hijo, un niño llamado Alexander Denison Arnett, con su actual pareja Alessandra Brawn.

## Filmografía

### Películas

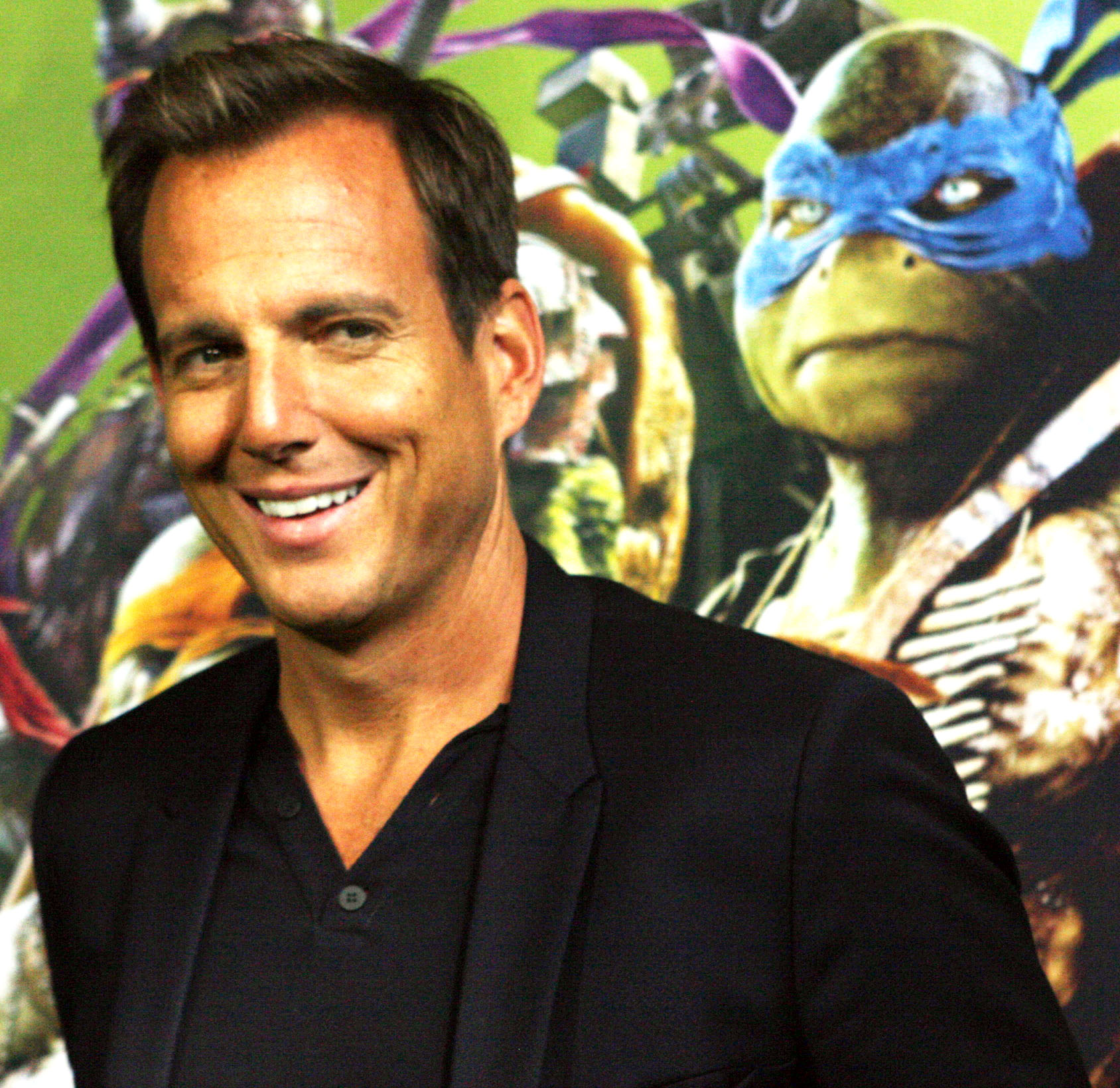
Will Arnett en la premier de
Las Tortugas Ninjas en el 2014.

| Año            | Título                                                      | Rol                                         | Notas                   |  |
| -------------- | ----------------------------------------------------------- | ------------------------------------------- | ----------------------- |  |
| 1996           | Close Up                                                    | Dave                                        |                         |  |
| 1996           | Ed´s Next Move                                              |                                             |                         |  |
| 1998           | The Broken Giant                                            | Ezra Caton                                  |                         |  |
| 1999           | Southie                                                     | Whitey                                      |                         |  |
| 1999           | The Waiting Game                                            | Lenny                                       |                         |  |
| 2000           | The Acting Class                                            | Will Bennett                                |                         |  |
| 2001           | Series 7: The Contenders                                    | Narrador                                    | Voz                     |  |
| 2005           | Monster-in-Law                                              | Kit                                         |                         |  |
| 2006           | Ice Age: The Meltdown                                       | Buitre Pistolero                            | Voz                     |  |
| 2006           | RV                                                          | Todd Mallory                                |                         |  |
| 2006           | The Great New Wonderful                                     | Danny                                       |                         |  |
| 2006           | Let's Go to Prison                                          | Nelson Biederman IV                         |                         |  |
| 2006           | Wristcutters: A Love Story                                  | Messiah                                     |                         |  |
| 2007           | Blades of Glory                                             | Stranz Van Waldenberg                       |                         |  |
| 2007           | Grindhouse                                                  | Anunciador                                  | Voz; Segmento "Don't"   |  |
| 2007           | On Broadway                                                 | Tom                                         |                         |  |
| 2007           | Ratatouille                                                 | Horst                                       | Voz                     |  |
| 2007           | Hot Rod                                                     | Jonathan Ault                               |                         |  |
| 2007           | The Brothers Solomon                                        | John Solomon                                | Voz                     |  |
| 2007           | The Comebacks                                               | Cartero                                     |                         |  |
| 2008           | Semi-Pro                                                    | Lou Redwood                                 |                         |  |
| 2008           | Dr. Seuss' Horton Hears a Who!                              | Vlad el buitre                              | Voz                     |  |
| 2008           | The Rocker                                                  | Lex                                         |                         |  |
| 2009           | Monsters vs Aliens                                          | Eslabón Perdido                             | Voz                     |  |
| 2009           | G-Force                                                     | Kip Killian                                 |                         |  |
| 2009           | Brief Interviews with Hideous Men                           | Sujeto N°11                                 |                         |  |
| 2010           | When in Rome                                                | Antonio                                     |                         |  |
| 2010           | Jonah Hex                                                   | Teniente Grass                              |                         |  |
| 2010           | Despicable Me                                               | Mr. Perkins                                 | Voz                     |  |
| 2013           | Karigurashi no Arriety                                      | Pod                                         | Voz (Versión en inglés) |  |
| 2013           | Mansome                                                     |                                             | Documental; productor   |  |
| 2013           | 2014                                                        | Tortugas Ninja                              | Vern Fenwick            |  |
| The Lego Movie | 2014                                                        | Batman                                      | Voz en inglés           |  |
| The Nut Job    | 2014                                                        | Surly                                       | Voz                     |  |
| 2016           | Teenage Mutant Ninja Turtles: Out of the Shadows (película) | Vern Fenwick                                |                         |  |
| 2017           | The Lego Batman Movie                                       | Batman                                      | Voz en inglés           |  |
| 2018           | Teen Titans Go! to the Movies                               | Slade                                       | Voz en inglés           |  |
| 2018           | Show Dogs                                                   | Nicolás                                     |                         |  |
| 2019           | The Lego Movie 2: The Second Part                           | Batman                                      |                         |  |
| 2020           | Dolittle                                                    | Jack Rabbit en la celda de la prisión (voz) | Uncredited              |  |
| 2020           | Chip 'n Dale: Rescue Rangers                                | Sweet Pete                                  | Voz en inglés           |  |
| 2022           | Minions: The Rise of Gru                                    | Mr. Perkins                                 | Voz en inglés           |  |
| 2023           | Next Goal Wins                                              | Alex Magnussen                              |                         |  |

### Televisión
| Año             | Título                                                | Rol                            | Notas                                                            |
| --------------- | ----------------------------------------------------- | ------------------------------ | ---------------------------------------------------------------- |
| 1999            | Sex and the City                                      | Jack                           | Episodio: "La douleur exquise!"                                  |
| 1999            | The Mike O'Malley Show                                | Jimmy                          | Personaje recurrente                                             |
| 2000            | Third Watch                                           | Kenny                          | Episodio: "Spring Forward, Fall Back"                            |
| 2001            | Boston Public                                         | Hand Salesman                  | Episodio: "Chapter Twenty-Nine"                                  |
| 2002            | Yes, Dear                                             | Jack                           | Episodio: "Johnny Ampleseed"                                     |
| 2002            | Los Soprano                                           | Mike Waldrup                   | Episodio: "For All Debts Public and Private" Episodio: "No Show" |
| 2002            | Law & Order: Special Victims Unit                     | Tony Damon                     | Episodio: "Angels"                                               |
| 2003-2006; 2013 | Arrested Development                                  | George Oscar "G.O.B." Bluth II | Personaje principal                                              |
| 2004            | Will & Grace                                          | Artemis Johnson                | Episodio: "Back Up Dancer"                                       |
| 2005            | Odd Job Jack                                          | Tiberius McKorkindale          | Voz; dos episodios                                               |
| 2005            | Danny Phantom                                         | Ghost Writer                   | Voz; Episodio: "El susto antes de Navidad"                       |
| 2006            | Freak Show                                            | Varios personajes              | Recurrente                                                       |
| 2007-2013       | 30 Rock                                               | Devon Banks                    | 9 episodios                                                      |
| 2007            | King of the Hill                                      | Portis                         | Episodio: "Hank Gets Dusted"                                     |
| 2008            | Sesame Street                                         | Max el mago                    | Episodio: "Max The Magician"                                     |
| 2009            | Sit Down, Shut Up                                     | Ennis Hofftard                 | Voz; personaje principal                                         |
| 2009            | Delocated                                             | Anunciador                     | Episodio: "Good Buds"                                            |
| 2009            | Monsters vs. Aliens: Mutant Pumpkins from Outer Space | Eslabón Perdido                | Voz; Episodio especial de Navidad                                |
| 2009            | Parks and Recreation                                  | Chris                          | Episodio: "The Set Up"                                           |
| 2010-2011       | Running Wilde                                         | Steve Wilde                    | Personaje principal; Cocreador, productor ejecutivo              |
| 2010-2012       | The Increasingly Poor Decisions of Todd Margaret      | Brent Wilts                    | Personaje recurrente                                             |
| 2010            | The Office                                            | Fred Henry                     | Episodio: "Search Committee"                                     |
| 2010            | Late Night with Jimmy Fallon                          | Brett Favre                    | 2 episodios                                                      |
| 2011-2012       | Up All Night                                          | Chris                          | Personaje principal                                              |
| 2012            | The Cleveland Show                                    | General Richter                | Voz; Episodio: "A General Thanksgiving Episode"                  |
| 2013            | The Millers                                           | Nathan Miller                  | Personaje principal                                              |
| 2013            | David Blaine: Real or Magic                           | Él mismo                       | Telefilme                                                        |
| 2014-2020       | BoJack Horseman                                       | BoJack Horseman                | Personaje principal                                              |
| 2016            | Flaked                                                | Chip                           | Personaje principal                                              |
| 2017            | "A Series of Unfortunate Events"                      | Mr. Quagmire                   | 8 episodios                                                      |

## Premios y nominaciones
| Año  | Premio                           | Categoría                                 | Por                  | Resultado | Notas                              |
| ---- | -------------------------------- | ----------------------------------------- | -------------------- | --------- | ---------------------------------- |
| 2004 | TV Land Award                    | Clásico del futuro                        | Arrested Development | Ganador   | Compartido con el resto del elenco |
| 2005 | Premios del Sindicato de Actores | Mejor Reparto de Televisión - Comedia     | Arrested Development | Nominado  | Compartido con el resto del elenco |
| 2006 | Premios del Sindicato de Actores | Mejor Reparto de Televisión - Comedia     | Arrested Development | Nominado  |                                    |
| 2006 | Premios Primetime Emmy           | Mejor actor de reparto - Serie de comedia | Arrested Development | Nominado  |                                    |
| 2008 | Premios Primetime Emmy           | Mejor actor invitado - Serie de comedia   | 30 Rock              | Nominado  |                                    |
| 2010 | Premios Primetime Emmy           | Mejor actor invitado - Serie de comedia   | 30 Rock              | Nominado  |                                    |
| 2011 | Premios Primetime Emmy           | Mejor actor invitado - Serie de comedia   | 30 Rock              | Nominado  |                                    |
| 2012 | Premios Primetime Emmy           | Mejor actor invitado - Serie de comedia   | 30 Rock              | Nominado  |                                    |
| 2012 | Satellite Award                  | Mejor actor - Musical o comedia           | Up All Night         | Nominado  |                                    |